# Ikki Kajiwara
Ikki Kajiwara  (梶原一騎?, Kajiwara Ikki), all'anagrafe Asaki Takamori (高森 朝樹?, Takamori Asaki) (Kitakyūshū, 4 settembre 1936 – Kitakyūshū, 21 gennaio 1987) è stato un fumettista e produttore esecutivo giapponese, famoso soprattutto per i suoi manga a tema sportivo.
È noto anche come Asao Takamori (高森 朝雄?, Takamori Asao), altro pseudonimo col quale firmò il manga Rocky Joe.
Come guest star doppiò, nel film Lupin III - La pietra della saggezza del 1978, il segretario generale.

## Biografia
Figlio di un illustratore e di un editore, Takamori è stato un noto delinquente giovanile appassionato di lotta. Dopo la Seconda guerra mondiale, la sua famiglia si trasferì a Tokyo, dove saltò le scuole fino a quando, a 17 anni, ottenne un lavoro come romanziere. Adottò gli pseudonimi di Ikki Kajiwara e Asao Takamori, poiché all'epoca scriveva per una rivista rivale.
Il 25 maggio 1983 fu arrestato per aver ferito Toshikazu Iijima, vice caporedattore della rivista "Monthly Shonen Magazine" pubblicata da Kodansha. A causa di questo arresto, sono venuti alla luce anche il "Caso di confino di Antonio Inoki", avvenuto in passato con dei mafiosi, la tentata rapina alla hostess del club di Akasaka (18 marzo 1982) e il ghost writer Gojin di "Come vedere il pro wrestling 10 volte più divertente"・ Il caso della minaccia di Khan di 100.000 yen. Secondo il fratello minore, Hisashi Takamori, la polizia ha voluto questo caso per il sospetto di dipendenza da stimolanti. La polizia sospettava che Kajiwara avesse dato della cannabis a Kenichi Hagiwara, che all'epoca era stato arrestato e detenuto per possesso illegale di cannabis, Vari altri scandali hanno riempito i media, le opere serializzate sono state interrotte, i libri sono stati venduti e la fama si è diffusa.
Sposato con Pai Bing-bing, ebbe una figlia, Pai Hsiao-yen, che fu rapita, torturata e uccisa nel 1997.

## Opere
- Tommy, la stella dei Giants (巨人の星?, Kyojin no hoshi), 1966-1971, illustrato da Noboru Kawasaki
- Yūyake banchō (夕やけ番長?), 1967-1971, illustrato da Toshio Shōji
- Otoko no jōken (男の条件?), 1968, illustrato da Noboru Kawasaki
- L'Uomo Tigre (タイガーマスク?, Taigā Masuku)[4], 1968-1971, illustrato da Naoki Tsuji
- Arrivano i Superboys (赤き血のイレブン?, Akakichi no erebun), 1968-1971, illustrato da Mitsuyoshi Sonoda
- Giant Typhoon (ジャイアント台風?, Jaianto Taifūn), 1968-1971, illustrato da Naoki Tsuji
- Rocky Joe (あしたのジョー?, Ashita no Jō), 1968-1973, illustrato da Tetsuya Chiba
- Kick no oni (キックの鬼ー?, Kikku no oni), 1969-1971, illustrato da Kentarō Nakajō
- Karate baka ichidai (空手バカ一代?), 1971-1977, illustrato da Jiro Tsunoda e Jōya Kagemaru
- Ai to Makoto (愛と誠?), 1973-1976, illustrato da Takumi Nagayasu
- Una donna dell'era showa (昭和一代女?, Shōwa ichidai onn), 1977-1978, illustrato da Kazuo Kamimura
- Zansatsusha (斬殺者?), 1979, illustrato da Gōseki Kojima
- Pro Wrestling Superstar Retsuden (プロレススーパースター列伝?), 1980-1983, illustrato da Kunichika Harada

## Stile
Lo stile di Ikki Kajiwara è estremamente peculiare e, quindi, facilmente riconoscibile. I suoi manga mantengono caratteristiche simili così riassumibili:
- I personaggi si muovono su di uno sfondo socioeconomico ben delineato, ovvero il Giappone post-bellico dipinto come una nazione in una fase di grande sviluppo, ma nella quale permangono ancora miseria e degrado. Questo tipo di connotazione è propria dei due manga più riusciti di Kajiwara: Rocky Joe e L'Uomo Tigre (intendendo solo la prima versione, sia cartacea che televisiva). Nel primo, il protagonista Joe Yabuki vive nei bassifondi della grande città, sognando di costruire il suo domani, spronato proprio dalla dilagante miseria, mentre nel secondo manga, l'accento è palesemente posto sulla mancanza di genitori dalla quale si è divincolato Naoto Date, condizione questa che può essere metaforicamente riferita a tutto il Giappone del dopoguerra, bisognoso di quei valori di sacrificio, volontà e coraggio impersonati dallo stesso Naoto.
- Il gesto sportivo viene costantemente esasperato, in modo inverosimile, e gli atleti (capaci di curvare mazze da baseball, palloni da calcio o mascelle di pugili sventurati) sono spesso mossi da uno spirito di competizione ossessivo, quasi paranoico che li rende quasi schiavi di quello sport. In ciò può essere anche letta una eccessiva dilatazione dell'ideale dei samurai nell'ambito sportivo, portando ad atteggiamenti ai limiti del sadico (si pensi ai "metodi" di Tana delle Tigri, al corpetto costrittivo indossato da Tommy Young o al pugilato famelico di Rocky Joe).
- Viene comunque esaltata la forza d'animo con la quale i personaggi lottano contro la durezza della vita (simboleggiata dalle battaglie sportive e i relativi fallimenti) nella speranza di un futuro migliore.
- È comunque presente una componente introspettiva che tende a caratterizzare soprattutto il protagonista e l'antagonista, tralasciando trame amorose e un'analisi accurata dei personaggi secondari.[5]